# Guido Carocci
Guido Carocci (Firenze, 16 settembre 1851 – Firenze, 20 settembre 1916) è stato uno storico italiano.

## Biografia
Studioso della storia di Firenze e degli edifici antichi, la sua opera è una tappa obbligata per chiunque si accosti allo studio della città. Diresse il Museo Nazionale di San Marco e si batté contro la distruzione del centro storico durante i lavori del Risanamento che stava sconvolgendo in quegli anni la fisionomia di strade e piazze.
Le sue opere contengono meticolose ricostruzioni storiche. Tra le principali figurano I dintorni di Firenze, dove traccia la storia di centinaia di edifici del contado fiorentino, e Firenze scomparsa, dove raccoglie tutte le informazioni sulle architetture abbattute, con particolare riguardo alle zone del ghetto e del Mercato Vecchio.
Raccolse il materiale lapideo superstite di chiese, torri e palazzi abbattuti, facendoli collocare nel lapidario del Museo di San Marco, dove si trovano ancora oggi.
È sepolto nel cimitero di Soffiano.